# توم بالارد (مقدم برامج إذاعية)
توم بالارد (بالإنجليزية: Tom Ballard)‏ هو مقدم برامج إذاعية أسترالي، ولد في 26 نوفمبر 1989 في وارنامبول في أستراليا.

## وصلات خارجية
- الموقع الرسمي
- توم بالارد على موقع IMDb (الإنجليزية)
- توم بالارد على موقع ميوزك برينز (الإنجليزية)